# 老屋顏工作室
老屋顏工作室，是臺灣一個專門研究台灣建築民宅、店舖中的鐵窗花、磨石子地板、磁磚、花磚等裝飾元素的文化組織。

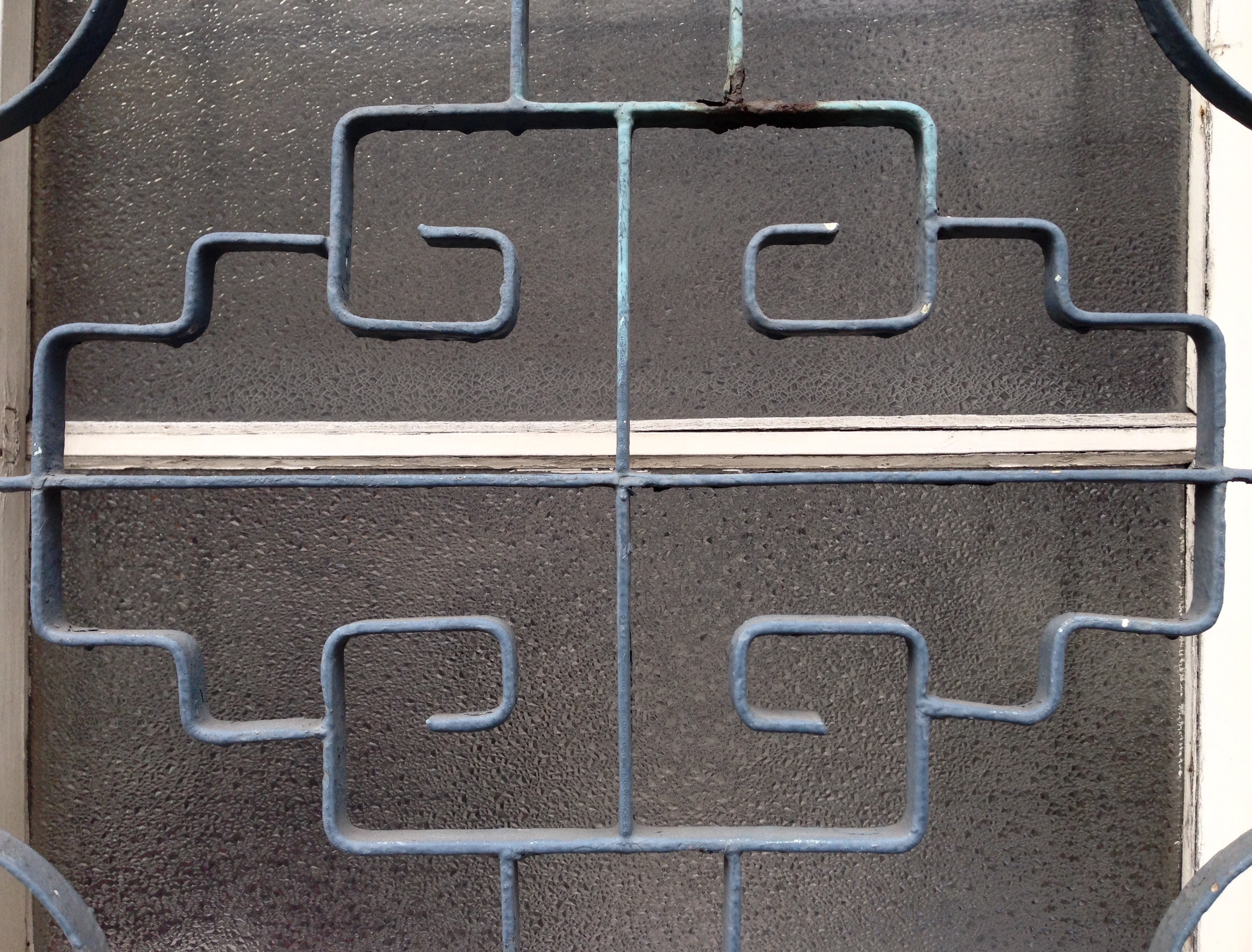
一種鐵窗花造型，攝於高雄市鳳山區大眾診所。

## 源起
成員楊朝景為高雄人，元智大學資訊工程系畢業的工程師。另一位成員辛永勝為桃園人，中國科技大學室內設計系畢業的室內設計工作師。
2011年，辛永勝因南下參加高雄貨櫃藝術節的貨櫃改造計畫獲得佳作，結識了同是1980年代出生的楊朝景，亦皆喜愛攝影與老房子，後來便合作成立工作室，自2013年起從台南出發，尋訪全台灣的老屋樣貌，拍攝並在網路分享鐵窗花、欄杆、磨石子、馬賽克磁磚及各式磚材屋裝飾元素，也紀錄下各式造型和各時期老房子外觀。

## 成果

### 研究
楊朝景在探索過程中察覺各地工匠師承不同，鐵窗花造型風格也相異。他表示過去老師傅能依屋主喜好和品味打造各種窗花，如花朵、音符、金魚和動物等圖案；他認為鐵窗不只是安全設備，也為藝術品，比現在的鐵窗相比多了點人味，亦可見到台灣庶民美學的創意與巧思。
兩人也研究磨石子地板，如發現中台灣的磨石子地板常會留下裝修紀錄，計畫蒐集到不同年代的圖樣。

### 展覽
工作室透過策展、駐村計畫及辦講座等活動，在台灣分享經驗。2016年，新北市藝文中心的「戀舊風格－收藏家與藝術家的時光收納箱」特展，展出兩人拍攝的鐵窗花影像作品。

### 書籍
兩人花兩年時間拍攝台灣老房子的窗花和角落，除分享在「老屋顏」臉書粉絲團上，進一步集結出書《老屋顏》。該書分成兩章節。第一部分細談屋子的鐵窗花、磨石子與洗石子地板、水泥花磚和老式磁磚製作和歷史。第二部分則介紹二十九間的台灣老房子，如台灣日治時期教師住宅改建的咖啡廳、日式宿舍改建的文創基地、傳承三代的西醫診所。

## 外部連結
- 老屋顏臉書